# 15 hitova
15 hitova – kompilacja zespołu Hari Mata Hari. Została wydana w 1999 roku.

## Tytuły piosenek
1. „U pomoć”
2. „Ja nemam snage da te ne volim”
3. „Ti znaš sve”
4. „Reci srećo”
5. „Svi moji drumovi”
6. „Prsten i zlatni lanac”
7. „Što je bilo, bilo je”
8. „Otkud ti k'o sudbina”
9. „Volio bi' da te ne volim”
10. „Javi se”
11. „Strah me da te volim”
12. „Ja te volim najviše na svijetu”
13. „U tvojoj kosi”
14. „Kad dođe oktobar”
15. „Ostavi suze za kraj”

## Członkowie zespołu

### Hari Mata Hari
- Hajrudin Varešanović – wokal
- Izo Kolećić – perkusja
- Karlo Martinović – gitara solo
- Nihad Voloder –  gitara basowa